# Grămești (gmina)
Grămești – gmina w Rumunii, w okręgu Suczawa. Obejmuje miejscowości Bălinești, Botoșanița Mică, Grămești, Rudești i Verbia. W 2011 roku liczyła 3032 mieszkańców.